# Liste der Baudenkmale in Hepstedt
In der Liste der Baudenkmale in Hepstedt sind alle Baudenkmale der niedersächsischen Gemeinde Hepstedt aufgelistet. Die Quelle der Baudenkmale ist der Denkmalatlas Niedersachsen. Der Stand der Liste ist der 22. Oktober 2020.

## Allgemein
In den Spalten befinden sich folgende Informationen:
- Lage: die Adresse des Baudenkmales und die geographischen Koordinaten. Kartenansicht, um Koordinaten zu setzen. In der Kartenansicht sind Baudenkmale ohne Koordinaten mit einem roten Marker dargestellt und können in der Karte gesetzt werden. Baudenkmale ohne Bild sind mit einem blauen Marker gekennzeichnet, Baudenkmale mit Bild mit einem grünen Marker.
- Bezeichnung: Bezeichnung des Baudenkmales
- Beschreibung: die Beschreibung des Baudenkmales. Unter § 3 Abs. 2 NDSchG werden Einzeldenkmale und unter § 3 Abs. 3 NDSchG Gruppen baulicher Anlagen und deren Bestandteile ausgewiesen.
- ID: die Objekt-ID des Baudenkmales
- Bild: ein Bild des Baudenkmales, ggf. zusätzlich mit einem Link zu weiteren Fotos des Baudenkmals im Medienarchiv Wikimedia Commons. Wenn man auf das Kamerasymbol klickt, können Fotos zu Baudenkmalen aus dieser Liste hochgeladen werden:

## Hepstedt

### Einzelbaudenkmale
| Lage                                       | Bezeichnung              | Beschreibung                                                                           | ID       | Bild |
| ------------------------------------------ | ------------------------ | -------------------------------------------------------------------------------------- | -------- | ---- |
| Am Brink 1 53° 15′ 28″ N, 9° 4′ 50″ O      | Wohn-/Wirtschaftsgebäude | Zweiständer-Hallenhaus von 1869 in Fachwerk mit reetgedeckten Krüppelwalmdach          | 31026150 |      |
| Am Brink 7 53° 15′ 27″ N, 9° 4′ 42″ O      | Wohn-/Wirtschaftsgebäude | Zweiständer-Hallenhaus vom ausgehenden 18. Jahrhundert in Fachwerk mit Krüppelwalmdach | 31026173 |      |
| Sandortstraße 7 53° 15′ 43″ N, 9° 5′ 16″ O | Wohn-/Wirtschaftsgebäude | Zweiständer-Hallenhaus von um 1810 in Fachwerk mit reetgedeckten Krüppelwalmdach       | 31026219 |      |

### Ehemalige Baudenkmale
| Lage                                           | Bezeichnung              | Beschreibung | ID       | Bild |
| ---------------------------------------------- | ------------------------ | --- | -------- | ---- |
| Hinter den Höfen 10 53° 15′ 39″ N, 9° 4′ 38″ O | Wohn-/Wirtschaftsgebäude | Das Zweiständer-Hallenhaus wurde auf einem Granitquadersockel unter einem reetgedeckten Halbwalmdach. Laut der Inschriften wurde 1764 der Wohnteil und 1853 der Wirtschaftsteil errichtet. Wegen der Veränderungen wurde das Gebäude 1991 aus dem Denkmalverzeichnis gestrichen. | 31026196 | BW   |
| Hinter den Höfen 10 53° 15′ 39″ N, 9° 4′ 37″ O | Backhaus                 | Das eingeschossige Backsteingebäude aus dem Jahre 1874 steht unter einem Satteldach. Wegen der Veränderungen wurde das Gebäude ab 2018 nicht mehr im Denkmalverzeichnis geführt.                                                                                                 | 46345444 | BW   |